# Atlas (raketfamilie)
De Atlas is een Amerikaanse intercontinentale ballistische raket die al snel voor ruimtevaartdoeleinden werd aangepast. Vanaf de jaren 1960 werd het een belangrijke draagraket voor de Verenigde Staten. 
Hij werd in de jaren vijftig in opdracht van de Amerikaanse luchtmacht ontworpen door Karel Bossart, een geëmigreerde Belg. De raket had de codenaam SM-65 en kwam voort uit de programma’s X-11 (Atlas A of SM-65A) en X-12 (Atlas B of SM-65B). De eerste Atlas werd op 11 juni 1957 vanaf Cape Canaveral Lanceercomplex 14 gelanceerd. Op 18 december 1958 werd met een SM-65B aangetoond dat deze raket in een lage baan om de aarde kon komen toen Atlas 10B SCORE, de eerste communicatiesatelliet ooit, enkele weken om de aarde liet cirkelen. Militair-tactisch betekende dit dat de Verenigde Staten in staat was overal op aarde een atoombom te droppen.
De Atlas-raketfamilie werd in eerste instantie gebouwd door de Convair Division van General Dynamics, na overname door Lockheed Martin en sinds 2006 door United Launch Alliance (ULA). ULA is een zelfstandige joint-venture van Boeing en Lockheed Martin.
Hedendaags wordt ze gebruikt voor het lanceren van militaire, civiele en commerciële satellieten en wordt alleen laatste uitvoering, de Atlas V, nog gebouwd. Vanaf 2021 wordt deze vervangen door de Vulcan en komt er een eind aan de Atlas-raketfamilie.

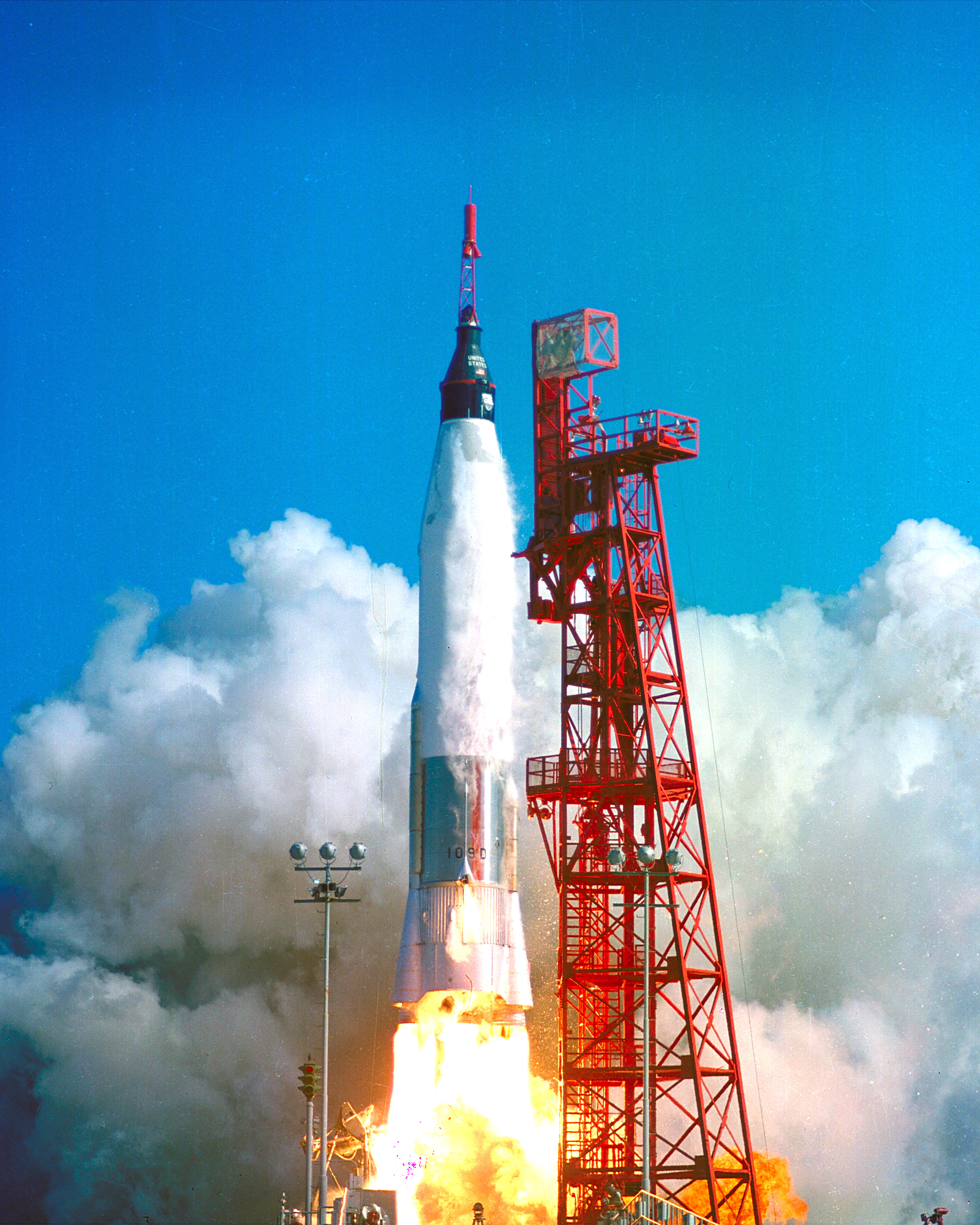
Mercury-Atlas

## Atlas D
De Atlas D was de eerste operationele versie van de Atlas (A, B en C waren testversies), maar faalde als ICBM. Het duurde te lang om de raket te lanceren (15 minuten) doordat de raket pas vlak voor de lancering volgetankt kon worden. Het tanken zelf was ook erg gevaarlijk en leidde tot verschillende grote explosies.

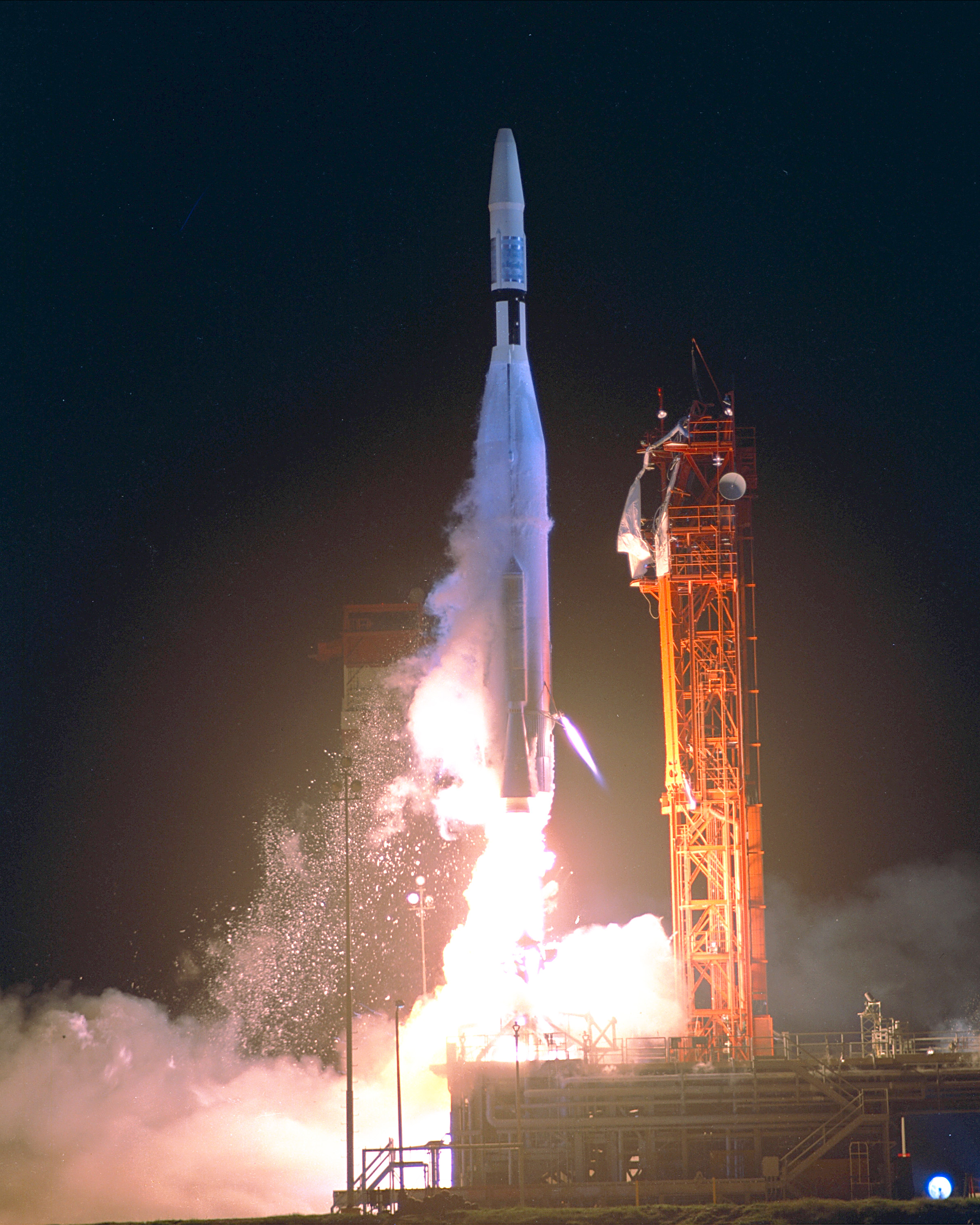
De lancering van Mariner 1 met een Atlas-Agena vanaf Cape Canaveral LC-12 in 1962

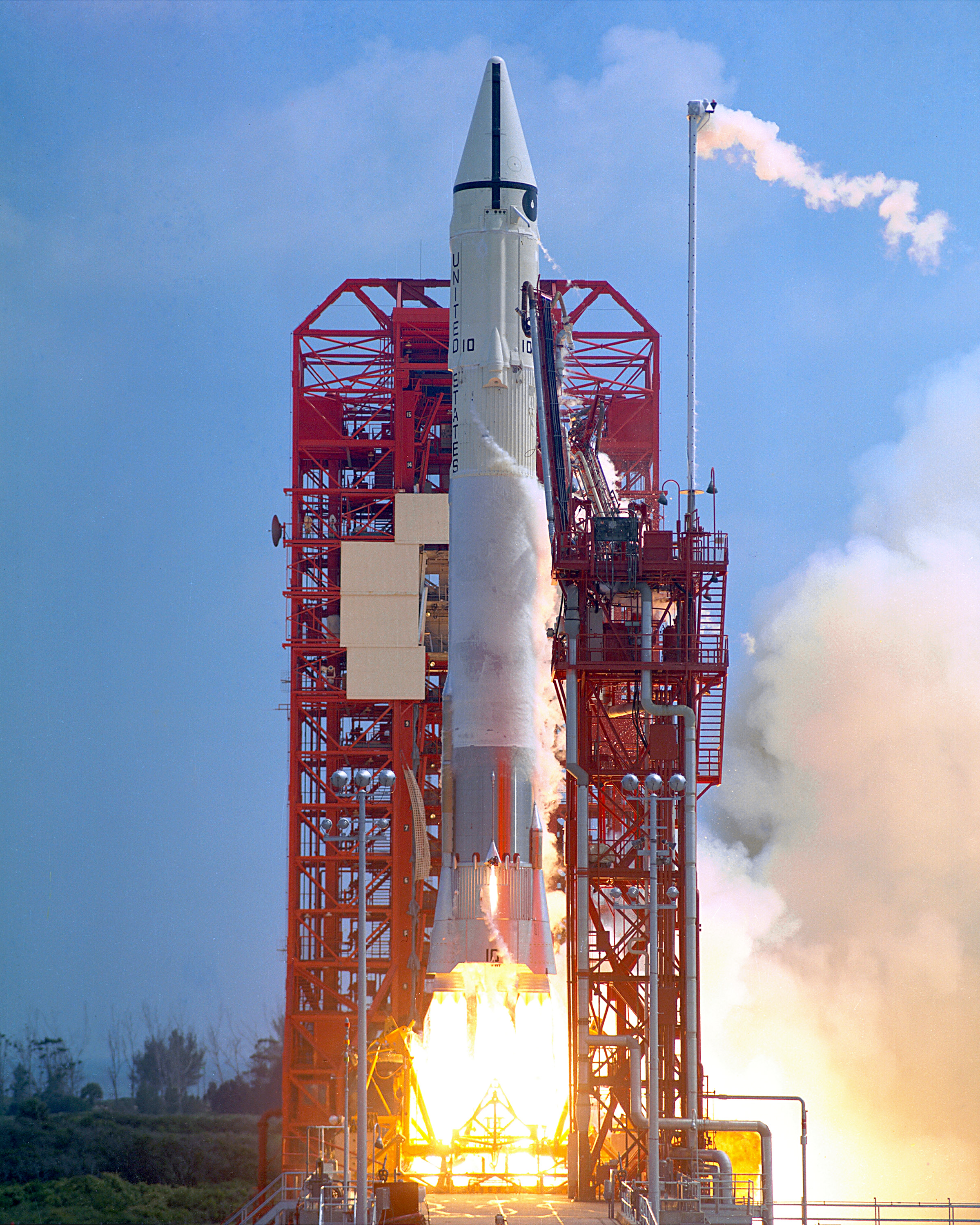
Een Atlas-Centaur stijgt op voor missie Surveyor 1 vanaf Cape Canaveral LC-36A in 1966

In de eerste helft van de jaren zestig werd de Atlas D door NASA gebruikt voor het lanceren van de Mercurycapsules. De Atlasraket was op dat moment de enige raket die de capaciteit had om de Mercurycapsule in een baan om de aarde te brengen; dit in tegenstelling tot de Redstoneraket, die voor de eerste twee Mercurylanceringen werd gebruikt. De Atlas D werd ook gebruikt in combinatie met een Agena of Centaur rakettrap. Eerder mislukten vijf tests en testvluchten van een Atlas C die met een Able als bovenste rakettrap was uitgerust.
In de loop van enkele jaren werd het Atlas-ontwerp gemoderniseerd en verbeterd tot de Atlas-varianten E en F. Ook deze werden later voor de ruimtevaart aangepast. Ook in de jaren tachtig werd de Atlas verbeterd. De uitvoering G was een verbeterde en verlengde Atlas-Centaur en de Atlas H werd voor suborbitale vluchten gebruikt. Er werden 350 Atlas ICBM’s gebouwd. De laatste Atlas-ICBM die voor ruimtevaart werd aangepast werd in 1995 gelanceerd.

## Ontwerp
In het Atlas-ontwerp werd het principe van de ballontank toegepast. De huid van de romp bestond uit dunwandig roestvast staal, wat onder enige overdruk (ca. 0,35 bar) gehouden werd om de gewenste vorm te behouden en om voldoende sterkte te geven aan overige constructie-elementen. De Belg Karel Bossart werkte mee aan de basis van het ontwerp. Pas jaren na de koude oorlog werd deze geheime opdracht openbaar gemaakt.
Ook typerend voor de Atlas (uitgezonderd Atlas A, Atlas III en Atlas V) was het gebruik van booster- en sustainermotoren. De twee boostermotoren en de sustainermotor leverden samen de stuwkracht tijdens het eerste deel van de vlucht. De module waarin de boosters waren opgehangen werd vervolgens afgeworpen terwijl de sustainermotor die meer geschikt was voor het presteren in de hogere atmosfeer stuwkracht bleef leveren. De boosters en de sustainer gebruikten brandstof uit dezelfde tanks. Rolbewegingen werden tot en met de Atlas I gestuurd door veniermotoren; kleine beweegbare zijwaartse straalpijpen aan de verbrandingskamers van de hoofdmotoren.

## De commerciële Atlas

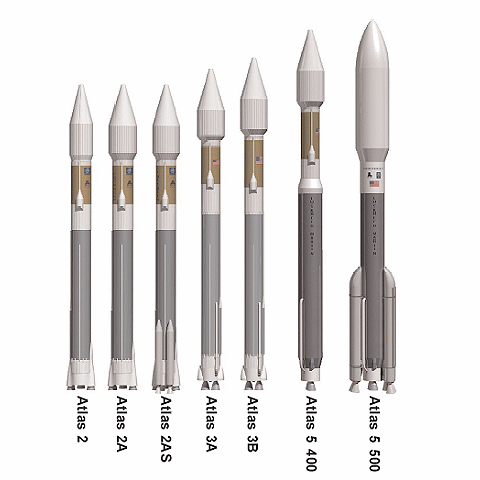
De evolutie van de moderne Atlas-raket

Al begin jaren tachtig werd duidelijk dat de oude voorraad Atlas ICBM’s uit de jaren zestig aan het eind van de jaren tachtig op zou raken. Dat leek geen probleem omdat NASA van plan was voor vrijwel alle satellietlanceringen de Space Shuttle in te zetten. Na het Challenger-ongeluk in 1986 veranderde die mening. Men wilde geen bemanning riskeren voor het lanceren van satellieten. Bovendien bleek de lancering van Space Shutles tegen de eerdere verwachtingen in erg duur te zijn. En er waren dus nieuwe ELV’s (Expendable Launch Vehicles) nodig.
In 1988 kreeg General Dynamics de opdracht van de Amerikaanse luchtmacht om nieuwe Atlas-Centaur-raketten te bouwen om de nieuwe grotere militaire en commerciële satellieten te kunnen lanceren, want de Europese Ariane raketten vormden steeds grotere concurrenten tegenover de Amerikaanse en na de ramp met ruimteveer Challenger was transport van satellieten per spaceshuttle een risico waarvoor men bij voorkeur geen bemande raketten meer wilde en hoefde inzetten. Ook de ontwikkeling van de raketten Delta II en de Titan IV werd om die reden gestimuleerd. NASA liet de Atlas-Centaur-operaties daarna door de USAF uitvoeren waardoor er geen aparte lanceercomplexen voor beide organisaties nodig waren.

### Atlas I
In 1990 werd de eerste Atlas I (Atlas één) gelanceerd. De Atlas I  was in de markt gezet als een “nieuwe raket” maar was technisch gezien een nieuwgebouwde Atlas G/H die voor commerciële vrachten mocht worden gebruikt. Voorgaande Atlas-raketten bevatten namelijk nog overgebleven ICBM trappen uit de vroege jaren 60, deze waren gebouwd voor de overheid en mochten zodoende alleen voor Amerikaanse overheidslanceringen gebruikt worden. Kort na introductie geraakte bekend dat de Amerikaanse luchtmacht geld vrijmaakte voor een volgende Atlasraket, werden de plannen voor de Atlas I gestopt en begon men aan de ontwikkeling van de Atlas II. 
Het duurde echter nog tot 1997 voordat de elf gebouwde Atlas I allemaal waren gelanceerd.

### Atlas II
De Atlas II, die vanaf 1991 vloog, week technisch flink af van de eerdere Atlas-raketten. Deze had nieuwe hoofdmotoren maar de eerste trap maakte nog wel gebruik van de typische anderhaftraps-booster-sustainer-techniek. Een tweetal RS-56-OBA werd gebruikt als boostermotoren die 164 seconden brandden alvorens ze werden afgeworpen. Een derde RS-56-OSA-sustainermotor brandde na het afwerpen van de boostermotoren nog 125 seconden door. De Atlas II had een hypergolische “roll controll” in plaats van veniermotoren. Er kwamen nog twee varianten van de Atlas II bij, de Atlas IIA en de Atlas IIAS. De Atlas IIAS was uitgebreid met vier vastebrandstofmotoren van het type Castor 4A om extra stuwkracht te genereren. Dit type hulpmotoren had zich eerder bewezen op de Delta II-6000 serie.
Er werden tussen 1991 en 2004 in totaal 63 Atlas II raketten gelanceerd met een 100% successrate.

### Atlas III
In het jaar 2000 was de Atlas III gereed. De Atlas III en de iets grotere variant Atlas IIIB maakten als eerste Amerikaanse raketten gebruik van een Russische hoofdmotor en was daarom ook bekend als Atlas IIAR waarbij de “R” voor Russisch stond. Deze Energomash RD-180 had op dat moment effectiefste stuwkracht per gewichtseenheid brandstof verhouding in de wereld. Deze raket was vooral bedoeld om de technieken voor de toekomstige Atlas V te demonstreren terwijl de lanceerfaciliteiten voor die veel grotere raket nog niet beschikbaar waren. De Atlas III was iets langer dan de Atlas II maar maakte grotendeels nog gebruik van de (aangepaste) grondsystemen van de Atlas II.
Er werden tussen 2000 en 2005 zes Atlas III-raketten gelanceerd. Alle lanceringen waren succesvol.

### Atlas V

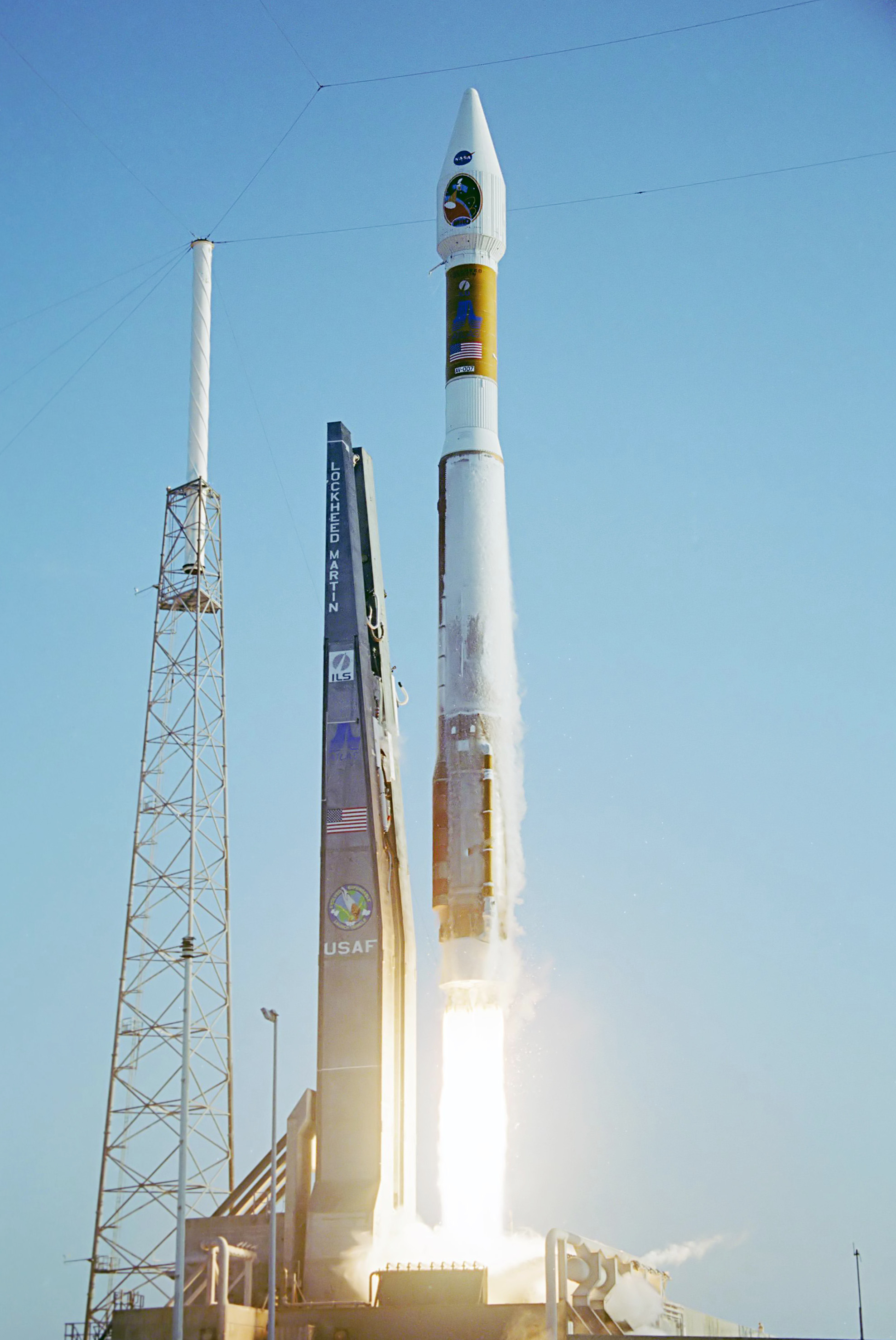
Atlas V

De in 2002 geïntroduceerde de Atlas V gebruikt in de basis dezelfde techniek als zijn voorganger de Atlas III maar heeft grotere brandstoftanks waardoor het potentiële vermogen de RD-180 maximaal benut wordt. Voor de eerste trap van Atlas V wordt de ballontank-techniek niet meer gebruikt. De Atlas V is vandaag de dag de enige nog gebruikte Atlasraket en werd ontwikkeld en gecertificeerd onder het Evolved Expendable Launch Vehicle-programma van de Amerikaanse luchtmacht. Voor grote ladingen kan bij de Atlas V voor een grotere neuskegel met een 5 meter diameter in plaats van 4 meter gekozen worden. Alle Atlas V raketten gebruiken een Centaur als tweede trap. Door de krachtiger eerste trap is een eenmotorige Centaur bijna altijd toereikend. Aan de moderne Atlasraketten kan/kon voor extra kracht nog een aantal vaste brandstof-boosters worden toegevoegd. De Atlas V zal vanaf 2018 ook bemande vluchten met de Boeing Starliner in de ruimte brengen. Vanaf 2021 hoopt United Launch Alliance de Vulcan als opvolger van de Atlas V en de Delta IV te lanceren. Het is de bedoeling dat de Atlas V en de Vulcan nog enige tijd naast elkaar bestaan, maar met uitfasering van de Atlas V komt er in de jaren daarna een einde aan de Atlas-raketfamilie.

## Lanceerplatforms

### Cape Canaveral
Voor de Atlas ICBM’s werden op het Cape Canaveral Air Force Station (CCAFS) vier lanceercomplexen gebouwd,
LC-11, LC-12, LC-13 en LC-14. Samen met de vier noordelijk daarvan gelegen Titan-complexen vormden ze de zogenaamde “Missile row”. LC-12, 13 en 14 werden omgebouwd tot Atlas-Agenacomplexen. En LC-14 werd ook gebruikt voor vier bemande Mercury-Atlaslanceringen.
Voor de Atlas-Centaur werd LC-36 aangelegd. Dit was een lanceercomplex met twee platforms. Ook de Atlas I, Atlas II en Atlas III werden hiervandaan gelanceerd. De Atlas V werd vanaf het grotere SLC-41 gelanceerd dat vrijkwam doordat de Titan IV daar niet langer werd gelanceerd. Het werd volledig verbouwd en ontdaan van Titan-gerelateerde hardware. 
LC-36 was van 2005 tot 2015 buiten gebruik en tot op de fundering gestript. Het wordt samen met LC-11 tot test- en lanceercomplex van Blue Origin verbouwd. LC-12, LC-13 en LC-14 werden om veiligheidsredenen in de jaren 70 en 80 van hun metalen constructies ontdaan.
LC-13 is tegenwoordig de landingsplaats voor SpaceX-raketten. LC-14 heeft vanwege de Mercury-lanceringen een monumentale status.

### Vandenberg Air Force Base
Voor de SM65 ICBM’s waren op Vandenberg de lanceercomplexen 576-A-1,2,3, 576-B-1,2,3, 576-C, 576-D, 576-E, OSTF-1 en OSTF-2 aangelegd. Deze werden daarvoor gebruikt van 1959 tot 1971. SLC-576E is tegenwoordig in gebruik voor de lancering van Minotaur-raketten
Voor ruimtevaartlanceringen van de Atlas waren SLC-3E en SLC-3W gebouwd.
SLC-3W werd van 1960 tot 1995 gebruikt voor de Atlas E/F-Agena (eenmaal) en de Atlas E/F. Die laatste kon met verschillende typen vastebrandstofmotoren als upperstage worden gebruikt maar ook zonder tweede trap voor suborbitale tests,
Tussendoor werd SLC-3W ook gebruikt voor Thor-Agena en Thorad-Agena.
SLC-3E werd vanaf 1961 gebruikt voor de Atlas-Agena en de Atlas II. Het complex is nu in gebruik voor de Atlas V en zal na aanpassingen in het begin van de jaren 2020 de Vulcan kunnen lanceren. Anders dan op Cape Canaveral kunnen de Atlas V en Vulcan elkaar daar niet afwisselen. Het wordt daar dus een "harde overgang". De laatste Atlas-lancering vanaf Vandenberg zal naar alle waarschijnlijkheid in november 2022 plaatsvinden.

## Trivia
- Dat de ballontanks van de Atlas van zeer dun materiaal werden gemaakt en zonder druk hun vorm verloren is duidelijk te zien op beelden uit 1963. De druk in een Atlas-Agena die op een lanceerplatform van Vandenberg Air Force Base staat viel weg en de raket stortte in[4].
- Op diverse plaatsen in de Verenigde Staten zijn overgebleven Atlas ICBM’s en Atlas-draagraketten tentoongesteld. Deze worden met een compressor onder druk gehouden om niet in te storten.